# Деяния Дагоберта
Деяния Дагоберта (полное название — «Деяния Дагоберта, короля франков»; лат. «Gesta Dagoberti» или «Gesta Dagoberti, regis Francorum») — созданная в 830-х годах в аббатстве Сен-Дени анонимным автором биография правителя Франкского государства Дагоберта I.

## Описание
Сохранились тридцать пять рукописей «Деяний Дагоберта». Из них наиболее ранняя (Codex S. Audomari nr. 342 bis) создана в IX веке. В 1636 году Андре Дюшен осуществил первое печатное издание этого источника, а в 1888 году «Деяния Дагоберта» были напечатаны в Monumenta Germaniae Historica. Впервые «Деяния Дагоберта» были полностью переведены на русский язык в 2019 году.
Достоверно известно только место создания «Деяний Дагоберта» — аббатство Сен-Дени в Париже. Предполагается, что они были написаны в 830-х годах с несколькими целями: во-первых, обосновать особое, привилегированное отношение к этой обители франкских монархов; во-вторых, утвердить неподвластность монастыря епископам Парижа; в-третьих, закрепить почитание Дагоберта I в аббатстве. Возможными авторами «Деяний Дагоберта» считаются аббат Сен-Дени Гильдуин или архиепископ Реймса Гинкмар.
«Деяния Дагоберта» состоят из 52-х глав. В своей работе их автор использовал большое количество более ранних сочинений, иногда почти дословно их цитируя. Среди таких были труды исторического, агиографического и юридического характера. В том числе, в «Деяниях Дагоберта» присутствуют сведения из «Хроники Продолжателей Фредегара», «Книги истории франков», житий Дионисия, Женевьевы, Арнульфа, Элигия, Аманда, Аудоина и других святых. Автор был знаком и с текстом «Диалогов» папы римского Григория I Великого. В «Деяниях Дагоберта» также приводится текст 24-х хартий из архива аббатства Сен-Дени. Однако часть этих документов (по крайней мере, восемь хартий) современными историками считается фальсификациями, созданными для обоснований монастырских претензий на земли и привилегии.
Установлено, что в ряде случаев автор «Деяний Дагоберта» сознательно искажал имевшуюся в его распоряжении информацию из доступных ему исторических источников. Так, в более благоприятном для Дагоберта I свете представлен конфликт между франками и возглавлявшимися Само славянами.
Вероятно, рукописи «Деяния Дагоберта» уже в IX веке стали известны в различных частях Франкской империи. В том числе, с ними был знаком живший в 870-х годах анонимный автор «Обращения баваров и хорутан».
Наряду с «Хроникой Продолжателей Фредегара» и «Книгой истории франков» «Деяния Дагоберта» — один из наиболее ценных источников по истории Франкского государства первой половины VII века.